# Château de Waterneverstorf
Le château de Waterneverstorf (Herrenhaus Waterneverstorf), appelé aussi château Waldersee, du nom de ses propriétaires, est un château de style néoclassique situé à Behrensdorf (Ostsee),  dans le Schleswig occidental en Allemagne.

## Historique
Le domaine de Waterneverstorf est mentionné pour la première fois dans les registres ecclésiaux du diocèse de Lübeck en 1433. Il est aussi appelé Neverstorpe, et son nom provient de Dorf der Never (village de Never), du nom d'un ancien seigneur. Water a été rajouté au XIXe siècle pour le distinguer d'un autre domaine du nom de Neverstorf, à côté de Malente, appelé désormais Mönchneverstorf.
La puissante famille Rantzau (de) en est propriétaire au Moyen Âge, comme tant d'autres domaines de la région. Ils font bâtir un Wasserburg (château fort entouré d'eau) en 1390 qui devient maison seigneuriale, lorsque les terres deviennent un vaste domaine agricole au XVIe siècle. La famille von Reventlow acquiert Neverstorf en 1592, puis la famille alliée von Blome en 1662. Celle-ci utilise le château comme rendez-vous de chasse, car elle a son château principal au château de Hagen (aujourd'hui dans la commune de Probsteierhagen, à 10 km de Kiel). La branche de la famille von Blome propriétaire du domaine s'éteint en ligne masculine en 1776 et le château et ses terres passent aux comtes von Holstein-Holsteinborg, originaires du Mecklembourg. Neverstorf devient alors grâce à eux un lieu de réunions d'hommes de lettres et de culture, avec un salon fréquenté par l'élite intellectuelle du Holstein. Des invités, comme Matthias Claudius ou Friedrich Gottlieb Klopstock, y viennent en séjour, comme quelques décennies plus tard Andersen.
Le servage est aboli en 1804, et les paysans sont désormais libres. Certains émigrent et d'autres font construire de nouvelles fermes, un moulin à vent et une école. La famille von Holstein s'éteint en ligne masculine en 1897 et le domaine entre en possession par héritage aux comtes von Waldersee, dont la famille est toujours propriétaire et exploite les terres aujourd'hui.
Un appartement donnant sur le lac peut être loué pour des séjours de vacances au château, ainsi que dans deux maisons du domaine.

## Architecture
Le château actuel est construit en 1730 sur les fondations de l'ancien et agrandi en 1780 avec une véranda sur la partie gauche et une galerie datant de 1852 qui relie le corps de logis à l'est. C'est à cette date que le château est réaménagé. La façade d'honneur est décorée d'un haut fronton avec les armes des Rantzau et des Blome, et celle du parc avec un attique.
L'intérieur du château est décoré en style baroque tardif avec un grand escalier. La grande salle-à-manger Régence et la bibliothèque avec ses frises et ses chapiteaux sont particulièrement remarquables.
Le parc est dessiné en style baroque en 1730 avec parterres, bassins, fontaines et bosquets. Il est refait au début du XIXe siècle en parc paysager à l'anglaise. Trois statues à thème mythologique décorent la partie ouest au milieu des parterres. Symétriquement au château, se trouvent les bâtiments agricoles au bout d'une allée de plusieurs kilomètres commençant au lac de Binnen. L'ensemble a été dessiné par Rudolph Matthias Dallin. Les écuries de la fin du XVIIIe siècle près du château, la maison du cocher, et d'autres bâtiments du début du XIXe siècle sont construits au fil des ans. Une grange et les étables sont détruites par un incendie en 1965.